# مقولات (ارسطو)
بیشتر انسانها وقتی با موجود جدیدی رو به رو می‌شوند یا مفهوم تازه ای را درک می‌کنند، به‌طور طبیعی تلاش می‌کنند میان این موجود جدید و داده‌های گذشته خود ارتباط بر قرار کرده و موضوع جدید را در دسته‌بندی‌هایی قبلی ذهن خود جای دهند؛ مثلاً وقتی «قارچ‌ها» برای اولین بار کشف شدند به دلیل شکل و رنگی که داشتند بیشتر دانشمندان تصور می‌کردند قارچ‌ها دسته ای از گیاهان هستند، اما به مرور زمان و با کشف نحوه تولید مثل قارچ‌ها معلوم شد این موجودات نه جزء گیاهان هستند و نه جزء حیوانات بلکه قارچ‌ها برای خود دسته‌ای جداگانه در جانوران تشکیل می‌دهند.
بر همین اساس فلاسفه و منطق‌دانان گذشته به دلیل اینکه چنین فرایندی را برای شناخت موجودات جدید و تعریف موضوعات تازه صحیح و قابل اعتنا می‌یافتند، تلاش بسیاری نمودند تا بتوانند تقسیم‌بندی صحیح و کاملی از تمامی موجودات عالم برای خود و دیگران ارائه کنند، تا به این وسیله انسانها زمانی که با یک موجود جدید روبه رو می‌شوند، به سرعت و دقت بتوانند آن را مقایسه و شناسایی کرده و به خصوصیاتش پی ببرند. این تلاش‌های فلاسفه و منطق دانان بحثی به نام «مقولات عشر» را در منطق و فلسفه به‌وجود آورد که در آن سعی شده همین تقسیم‌بندی کلی از عالم بیان شود.

## تاریخچه
رساله «قاطیغوریاس» یا «مقولات عشر» تا پیش از آنکه « فرفوریوس» بخش «کلیات خمس» را به ابتدای «ارغنون» اضافه کند، به عنوان اولین بخش کتاب ارغنون و یکی از مهم‌ترین رساله‌های منطقی ارسطو شناخته می‌شد؛ البته بعضی از منطق دانان در انتساب «قاطیغوریاس» به ارسطو تردیدهایی کرده بودند اما بیشتر شارحان آثار وی، این انتساب را پذیرفتند و شرح‌های خود را با همین کتاب آغاز کردند.
در دوره ای از قرون وسطی که کلیسا تدریس منطق و فلسفه را ممنوع اعلام کرده بود، پس از زمان کوتاهی تدریس مقولات عشر را جایز شمرد زیرا احساس می‌کرد مطالب این بخش با تعالیم کلیسا سازگاری دارد[۱]؛ بنابراین پس از مدتی عده ای تصور می‌کردند مقولات عشر اصلی‌ترین بخش منطق و شاید تمام آن است؛ به همین دلیل پس از اینکه « فرفوریوس» باب «ایساغوجی» یا «کلیات خمس» را به منطق اضافه کرد، تصور عده ای بر این شد که «کلیات خمس» مقدمه ای برای باب مقولات عشر است و نه کل منطق.
این توجه به مقولات عشر و تأکید برآن درعلم منطق تا زمان ورود منطق به عالم اسلام ادامه داشت، اما طولی نکشید که منطق دانان مسلمان مباحثی را در موضوع و محدوده علم منطق بیان کردند و "ابن سینا" که شاید بزرگ‌ترین منطق دان مسلمان به حساب می‌آمد، برای اولین بار ادعا کرد: "نیازی به "مقولات عشر" در منطق نیست و دانشجوی منطق بدون دانستن مقولات دهگانه نیز می‌تواند منطق بخواند"[۲]؛ این نظریه ابن سینا مورد پذیرش شارحان و منطق دانان قرار گرفت و استدلال او براین موضوع بعدها توسط خواجه نصیرالدین طوسی بیشتر شرح و تبین شد[۳]؛ بر همین اساس با اینکه خود ابن سینا مقولات عشر را در کتابهای منطقی خود ذکر کرده بود، اما با گذشت زمان بحث مقولات عشر کم‌کم از کتب منطقی حذف شد و امروزه به طورکلی در فلسفه از مقولات عشر بحث می‌شود و نه در منطق.

## تعریف مقولات عشر
برای تعریف "مقولات عشر" اول باید دانست که "مقولات" جمع "مقوله" است که در لغت به معنای "گفته شده" می‌باشد، اما در اصطلاح  منطقیین و فلاسفه به هر موضوعی که گفته بشود "مقوله" نمی‌گویند، بلکه تنها به آنچه در جواب سؤال "ما هو" گفته می‌شود "مقوله" می‌گویند[۴]؛ به عبارت ساده‌تر زمانی که ما از چیستی یک شیء می‌پرسیم دربارهٔ "مقوله" آن شیء سؤال کرده‌ایم و پاسخی که می‌شنویم همان "مقوله" آن شی است؛ برای مثال کسی که تا کنون " فنج " ندیده و از چیستی "فنج" می‌پرسد به او می‌گویند فنج یک پرنده است، یعنی پرنده مقوله ای است که فنج یکی از انواع آن است و به همین ترتیب همه اشیاء به نوبه خود دارای یک مقوله هستند.
حال اگر همان شخص تا به حال پرنده نیز ندیده باشد و از چیستی پرنده بپرسد در جوابش می‌گویند پرنده یک جانور است که ویژگی‌های خاصی مانند توانایی پریدن دارد؛ بنابراین پرنده نیز به نوبه خود «نوعی» از یک مقوله بالاتر به نام «جانور» است و به همین ترتیب هر مقوله «زیر مجموعه» یا یک «نوع» برای «مقوله ای» بالاتر است؛ این سلسله مقولات همین‌طور بالا می‌رود تا آنجا که به مقوله ای برسیم که این مقوله دیگر نوعی برای هیچ مقوله بالاتر از خود نباشد، به تعبیر دیگر این مقوله خود نقطه شروع مقوله‌ها باشد و بالاتر از آن دیگر مقوله ای نتوان یافت؛ به این مقولات که دیگر بالاتر از آنها هیچ مقوله ای نیست «ماهیات اولیه» یا «اجناس عالیه» می‌گویند.
ارسطو برای اولین بار در رساله «قاطیغوریاس» ادعا کرد «ماهیات اولیه» یا «مقولات اولیه»، ده مقوله بیشتر نیستند و تمام مقولات دیگر از همین ده مقوله سرچشمه می‌گیرند. در زمان ترجمه رساله قاطیغوریاس به عربی، نام این کتاب را به دلیل ده مقوله بودن این ماهیات، از قاطیغوریاس به «مقولات عشر» یا «مقوله‌های دهگانه» تغییر دادند و این مقولات در زبان عربی به «مقولات عشر» معروف شدند.
البته در تعداد واقعی اجناس عالیه اختلاف‌های اساسی وجود دارد و عددهای بسیار متفاوتی برای این مقولات بیان شده‌است بعضی تنها چهار مقوله را پذیرفته‌اند و بعضی دیگر تا بیست و چهار مقوله پیش رفته‌اند[۵]، خود ارسطو نیز در دیگر رساله‌های خود تعداد مقولات را کمتر از ده مقوله بیان کرده‌است، اما به هر حال تعداد ده مقوله در بین اکثر منطق دانان مورد قبول واقع شد و مقولات دهگانه به عنوان اجناس عالیه پذیرفته شد.

## تقسیم‌بندی مقولات عشر
ارسطو مقولات را در نگاه اول به دو دسته تقسیم‌بندی کرد؛ اول مقوله‌هایی که برای وجود داشتن متکی به چیز دیگری نیستند مانند تمام اجسام و حیوانات مثل چوب، سنگ، پرنده و… اینها همه مقوله‌هایی هستند که به خودی خود قابل تصورند و نیاز به چیز دیگری ندارند، اما دسته دوم مقوله‌هایی هستند که حتماً باید به وسیله شیء دیگر تصور شوند. به‌طور مثال رنگ از دسته دوم است یعنی رنگ به تنهایی نمی‌تواند وجود داشته باشد بلکه حتماً یک شی لازم است تا رنگ برای آن شی مشخص شود واگر هیچ شیی وجود نداشته باشد رنگ بی معناست؛ اندازه، حجم و … نیز مانند رنگ از مقوله‌های دسته دوم هستند.
در نظر ارسطو تمام مقوله‌های دسته اول به یک مقوله اساسی بازمی‌گردند که ارسطو به این مقوله «اوسیا» یا «جوهر» می‌گوید[۶] و مقولات دسته دوم که مقوله‌های غیر متکی به خود هستند به نام «عَرَض» خوانده می‌شوند و در کل به نُه مقوله باقیمانده از مقولات عشر بازمی‌گردند، بنابراین مقولات عشر عبارتند از جوهر و نُه «عَرَض» که مفهوم هر یک از آنها به صورت خلاصه و کوتاه بیان می‌شود.

## مقولات دهگانه
جوهر:
همانطورکه گفته شد «جوهر» اولین مقوله از مقولات دهگانه است که مقوله‌های تمام اشیاء و حیوانات به آن منتهی می‌گردد. در تعریف جوهر گویا گفته شده که موجودی است که در بودن خود نیاز به هستی موجود دیگری ندارد؛ بنابراین اگر سلسله مقوله‌های هر یک از اجسام و جانداران را تا انتها پیش برویم در آخر به مقوله «جوهر» می‌رسیم؛ یعنی «جوهر» آن چیزی است که درون مایه واصل تمام موجودات مستقل و جانداران است.
منطق دانان برای جوهر در مرتبه اول پنج نوع مشخص کرده و سپس هر نوع را به انواع مختلف تقسیم‌بندی می‌کنند تا این تقسیم تمام اجسام و جانداران را شامل شود و جایگاه هر موجود نسبت به جوهر و دیگر موجودات روشن شود.

## اعراض
کمّ: اولین مقوله از اعراض «کمّ» است که معنای لغوی آن «اندازه» و «مقدار» می‌باشد.[۷] بنابراین هر مقوله عَرَضی که دارای مقدار بوده یا قابل اندازه‌گیری باشد از جنس مقوله «کمّ» به حساب می‌آید، مانند اعداد، محیط، وزن و … که همگی قابل اندازه‌گیری و دارای مقدار هستند.
کِیف: دومین مقوله از اعراض «کِیف» است که کلمه «کیفیت» در فارسی نیز از همین ریشه گرفته شده‌است؛ «کیف» در لغت به معنای حالت و چگونگی است و هر مقوله ای که به حالت یا چگونگی بازگردد از مقوله کیف خواهد بود؛ به عنوان نمونه سردی یا گرمی اشیاء یا سفیدی و سیاهی آنها وحتی غمگینی و خوشحالی افراد همگی از مقوله کیف هستند.
وضع: سومین مقوله «وضع» است که کلمه «وضعیت» در فارسی از همین لغت گرفته شده‌است و در اصطلاح به معنای نسبت یک شیء با دیگر اشیاء یا نسبت هر جزء با جزء دیگر است؛ برای نمونه از مقوله وضع می‌توان از راست بودن یا خمیده بودن یا تمام ویژگی‌هایی که دارای شدت و ضعف هستند[۸] نام برد.
 أین:  أین در زبان عربی به معنای کجا و کدام مکان است اما در اصطلاح مقولات عشر به معنای «در جا و مکان مشخصی قرار گرفتن» بکار می‌رود؛ بنابراین هر مقوله ای که به جا و مکان اشیاء بازگردد از مقوله  أین به حساب می‌آید. به‌طور مثال بالا بودن یا درون چیزی بودن یا زیر چیزی بودن و … همگی از مقوله این هستند.
متی: متی نیز مانند  أین یک لغت پرسشی در زبان عربی است و به معنای کی و چه وقت به کار می‌رود اما در اصطلاح مقولات عشر به معنای «در زمان خاصی بودن» به کار می‌رود پس مقوله‌هایی که مربوط به زمان اشیاء می‌شود در انتها به مقوله متی بازمی‌گردند به عنوان مثال دیر بودن، زود بودن یا در ساعت خاصی بودن، همگی از مقوله «متی» هستند.
مِلک (جده، له): مقوله بعدی «مِلک» است که کلمه «ملکیت» در فارسی از همین لغت گرفته شده و به معنای دارا بودن و همراه بودن است؛ به عنوان مثال دارای لباس بودن، صاحب خانه بودن و… که حکایت از یک نسبت ملکیت بین دو موجود می‌کند همگی از مقوله «ملک» هستند.
فعل: «فعل» یا «أن   یفعل» یکی دیگر از مقولات عشر است که به معنای تأثیر گذاری یک شیء بر شیء دیگر است یعنی هر اتفاقی که در عالم رخ می‌دهد به لحاظ فاعلی از جنس مقوله «فعل» است به عنوان نمونه فعل آتش زدن، دزدی کردن و…
انفعال: انفعال یا أن  ینفعل دقیقاً مقابل فعل است و به معنای تاثیرپذیری است پس هرگاه مقوله فعل وجود داشته باشد حتماً مقوله انفعال نیز هست، بنابراین تمام مثال‌هایی که برای فعل گفته شد در حالت مفعولی مثال برای انفعال است مانند آتش گرفتن، دزدیده شدن و…
اضافه: «اضافه» یا «مضاف» یکی دیگر از مقولات عشر است که از اهمیّت زیادی برخودار است و در صورت لزوم می‌تواند تمام نُه مقوله دیگر را در بر بگیرد؛ مقوله «اضافه» یعنی موضوعی در نسبت با موضوع دیگر معنی و مفهوم پیدا کند، به‌طور مثال پدر بودن تنها زمان معنی می‌دهد که فرزندی وجود داشته باشد و گرنه پدر بودن بی‌معنی است بنابراین رابطه پدر و فرزندی یک رابطه «اضافی» است، یا پر رنگ بودن زمانی معنی می‌دهد که رنگی باشد و گرنه پر رنگی بی‌معنی است پس پر رنگی نیز یک مقوله اضافی است.[۹]